# Ceratina arabiae
Ceratina arabiae är en biart som först beskrevs av Daly 1983.  Ceratina arabiae ingår i släktet märgbin, och familjen långtungebin. Inga underarter finns listade i Catalogue of Life.